# Civitas Schinesghe
 (avril 2020).

Le développement territorial de la Pologne de 960 à 992

Civitas Schinesghe est officiellement le premier nom, écrit, de la Pologne vers 991-992. L'acte originel n'existe plus, mais il est mentionné dans une copie papale (Regesta (en)) du XIe siècle, le Dagome Iudex, selon laquelle le duc Mieszko Ier de Pologne et sa seconde épouse Oda ont mis « unam civitatem in integro, que vocatur Schinesghe » (un État entier, qui est appelé Schinesghe) sous le patronage du Saint-Siège.
Schinesghe se réfère probablement à Gniezno, l'un des principaux établissements des Polanes slaves de l'Ouest. Leur duc Mieszko, de la dynastie Piast, a été mentionné pour la première fois par le chroniqueur saxon Widukind de Corvey en 963. Il s'était baptisé lors de son mariage avec la princesse Dubravka de Bohême en 965, le début de la christianisation de son duché. 
L'Église polonaise nait et se diffuse indépendamment du système d'Église d'Empire, en contact direct avec la curie romaine. En 1000, au Congrès de Gniezno, le premier archidiocèse de Pologne est créé. Le duc Boleslas Ier de Pologne, qui succède à son père Mieszko Ier, est reconnu comme frère et collaborateur du Saint-Empire romain par l'empereur Otton III.

## Sources
- (en) Cet article est partiellement ou en totalité issu de l’article de Wikipédia en anglais intitulé « Civitas Schinesghe » (voir la liste des auteurs).